# Pfarrkirche Weiler (Vorarlberg)

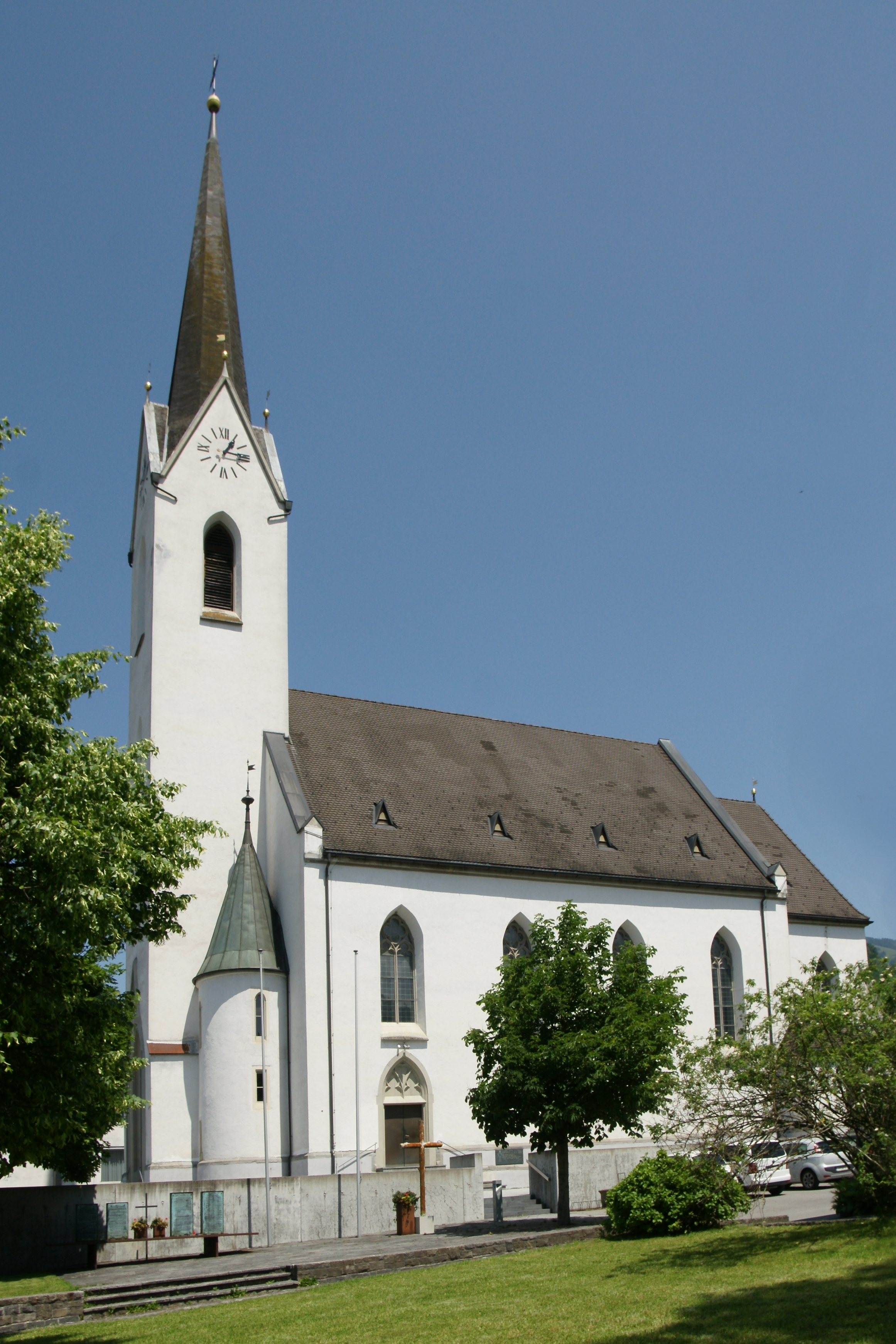
Katholische Pfarrkirche zum Heiligsten Herz Jesu in Weiler

Die römisch-katholische Pfarrkirche Weiler steht auf einer Anhöhe mittig in der Gemeinde Weiler im Bezirk Feldkirch in Vorarlberg. Die auf das Heilige Herz Jesu geweihte Pfarrkirche gehört zum Dekanat Rankweil der Diözese Feldkirch. Die Kirche und der Friedhof stehen unter Denkmalschutz.

## Geschichte
Die ursprüngliche Kapelle aus dem Jahre 1638, 1640 geweiht, war eine Filiale der Liebfrauenbergkirche in Rankweil, und wurde im Jahre 1708 zur Pfarrkirche erhoben. Von 1875 bis 1876 erfolgte ein Neubau nach den Plänen des Architekten Friedrich von Schmidt durch den Baumeister Fidel Kröner.

## Architektur
Die Kirche steht auf einer Anhöhe mittig im Ort, mit einem vorgelagerten Kirchturm im Westen zur Straße, wobei ein südlich beigestellter kleiner Treppenturm mit Kegeldach die Kirche eigens charakterisiert. Der neugotische Bau mit einem Langhaus und einem niedrigen eingezogenen Chor unter getrennten Satteldächern, hat nördlich und südlich des Chores angebaute Sakristeien. Langhaus und Chor zeigen ein umlaufendes Kaffgesims und Spitzbogenfenster.
Die Kirche wird über eine Turmvorhalle mit Kreuzgratgewölbe und einem folgenden Rechteckportal erschlossen. Der Saalraum mit einer flachen Holzbalkendecke hat Spitzbogenarkadennischen. Die Wandbilder der Apostel sind vom Maler Alfons Luger. Die Glasmalereien der Tiroler Glasmalereianstalt zeigen im Chor den hl. Johannes der Täufer, das Herz Jesu mit der hl. Margaretha Alacoque und den hl. Franz von Sales.

## Ausstattung
Der Hochaltar als neugotischer Flügelaltar ist von Josef Bertsch aus dem Jahre 1879 mit Reliefs der Heiligen Mechtild, Juliana, Aloysius, Franz Xaver. Die Flügelaußenseiten zeigen links die Heimsuchung und rechts die Verkündigung. Die Seitenaltäre nach Plan von Friedrich von Schmidt und Ausführung von Johann Graber tragen Figuren des Bildhauers Kob aus den Jahren 1880 bis 1882. Die Kreuzwegstationen nach Josef Führich wurden 1880 geschaffen. Der Taufstein trägt die Bezeichnung Merianus dedicavit 1876. Das neugotische Chorgestühl und die Reliefs an der Emporenbrüstung und der ehemaligen Kanzel sind von Josef Bertsch.
Es gibt einen Wappengrabstein von Johannes Christoph Sudrell aus dem Jahre 1731. Die Orgel der Gebrüder Mayer ist aus dem Jahre 1976.

## Bildergalerie
|  |